# Kutbert z Canterbury
Kutbert z Canterbury, ang. Cuthbert of Canterbury (zm. 26 października 758) – opat w Liminge (Kent), biskup Hereford od 736 do 740 i arcybiskup Canterbury od 740 lub 741, święty kościoła katolickiego.
Brał udział w synodzie w Clofesho (w dzisiejszym Leicester), ewentualnie w Brixworth w Northamptonshire.
Jego wspomnienie liturgiczne obchodzone jest w dzienna pamiątkę śmierci.

## Źródła
- St. Cuthbert of Canterbury - Britannia Biographies (ang.)